# La Palme sportive de Tozeur
Maillots
La Palme sportive de Tozeur (arabe : الجريدة الرياضية بتوزر), plus couramment abrégé en LPST, est un club tunisien de football fondé en 1945 et basé dans la ville de Tozeur.
Le club adopte son appellation actuelle après sa fusion avec la seconde équipe de la ville : l'Avenir sportif de Tozeur (AST) en 1997. Il abandonne cette appellation en 2011 pour retrouver son nom initial.
Il évolue en 2015-2016 en Ligue III après avoir réussi à accéder pour la première fois de son histoire en Ligue I. Mais, marqué encore par sa chute, il rétrograde à nouveau.

## Histoire
Tozeur est l'une des rares villes tunisiennes à avoir opté pour le football plus tardivement qu'un autre sport, le baseball. En effet, les journaux de l'époque publient le compte-rendu d'un match de baseball disputé entre deux équipes tozeuroises. La première formation, représentant Nefta-El Hamma, est constituée de Hachemi Mazeg, Taïeb Makhlouf, Laâbidi Ben Ali, Soltan Laâbidi, Abdelhamid Boukadi, Mohamed Mabrouk Chebbi, Abdesselem Ben Ahmed, Chedly Lassoued et El Haj Mansour Troubernet, l'emporte par 12-7 sur la seconde, représentant Tozeur et El-Oued et composée de  Robert Salson, Mohamed Ben Abdelmajid, Abdelaziz Latreche, Abdelghani Ben Belgacem, Younes Bellakhdar, Ali El Fahem, Hédi Ben Ammar et Abdellatif Ben Brahim. 
En 1945, la Palme sportive de Tozeur, en tant que club de football, est fondée par de jeunes intellectuels mais officialisé seulement en 1947. Son premier comité est constitué des personnalités suivantes :
- Président : Abdelwahab Bouallègue ;
- Secrétaire général : Brahim Laabidi ;
- Secrétaire général adjoint : Abdelaziz Latreche ;
- Trésorier : Mohamed Taïeb Makhlouf ;
- Membres : Abdessalem Abdelhafidh et Soltan Laabidi ;
- Entraîneur : Hechmi Mazeg ;
- Entraîneur adjoint : Abdelhafidh Chida.

Le club évolue en troisième puis seconde division (sud-ouest) avant de faire appel à un entraîneur confirmé, Jules Mathé, qui développe les méthodes de travail ; son élève Mohamed Tombari permet à l'équipe d'accéder pour la première fois en  division II (poule unique) en 1967, à l'issue d'une saison au cours de laquelle le club termine invaincu. L'équipe type ayant évolué alors en  division II est la suivante :
- Sghaïer Ben Abdelhamid (GB) ;
- Mhedhebi Ben Amor (GB) ;
- Ahmed Jabeur ;
- Mamoun Chraïet ;
- Moncef Makhlouf ;
- Mohamed Hechmi Dhifallah ;
- Houcine Jabeur ;
- Abdelhamid Ben Mohamed ;
- Younes Najjar ;
- Hédi Lahouel ;
- Mohamed Chorfi ;
- Mohamed Tombari.

Pendant plusieurs saisons, l'équipe joue les premiers rôles avant de rentrer dans les rangs et d'osciller entre la Ligue III et la division d'honneur. De nombreux comités se sont succédé et ont permis au club d'acquérir progressivement la stature d'un club organisé et ambitieux. On peut évoquer le comité directeur de 1974-1975 constitué des personnalités suivantes :
- Président : Abdelbaki Ladib ;
- Vice-président : Houcine Didi et Amor Abboudi ;
- Secrétaire général : Mohamed Yacine Ben Amara ;
- Secrétaire général adjoint : Yahia Zbidi ;
- Trésorier général : Abdelwahab Nefzaoui ;
- Trésorier adjoint : Mohsen Tijani ;
- Membres : Younes Najjar, Othman Chiga, Mouldi Ben El Hédi, Mohamed Lassoued et Hassen Degachi.

En 1978-1979, le comité est composé des dirigeants suivants :
- Président : Zoubeir Chorfi ;
- Vice-président : Saïd Didane, Mohamed Belhaj et Lakhdar Saâd ;
- Secrétaire général : Mohamed Yacine Ben Amara ;
- Secrétaire général adjoint : Mohamed Lakhdar Khaldi ;
- Trésorier général : Abdelwahab Nefzaoui ;
- Trésoriers adjoints : Badreddine Dassi et Moncef Ben Othman ;
- Membres : Mongi Rebaï, Miloud Hadhri, Salem Abdelmajid, Mohamed Barrani et Abdelwahab Tadi.

En 1986-1987, le comité est le suivant :
- Président : Mohamed Moncef Gadi
- Vice-présidents : Omrane Bakira, Habib Khalifa et Saïd Cherif
- Secrétaire général : Badreddine Chebbi ;
- Secrétaire général adjoint : Mokhtar Zbidi ;
- Trésorier général : Farouk Khantouche ;
- Trésorier adjoint : Habib Zbidi ;
- Membres : Amor Skouri, Othman Khazzar, Slaheddine Tabbassi, Fadhel Ben Slama, Amor Najaï, Brahim Barrani, taoufi, Arfaoui, Abderrazak Chebbi et Jalel Laâbidi.

L'avènement d'Ali Hafsi dote le club de nouvelles possibilités et, malgré la rétrogradation en division d'honneur, il repart en 2008 sur de nouvelles bases et survole le championnat de la Ligue III (poule centre-sud) en vue d'une accession en Ligue II, avant de réaliser le rêve de toute une région avec l'accession en Ligue I. Malgré un bon départ, le club connaît des problèmes de gestion et n'arrive pas à conserver sa place parmi l'élite. Fortement marqué par cette déception, il échoue également à se maintenir en Ligue II et rétrograde en Ligue III.

## Palmarès
| Compétitions nationales |
| --- |
| - Championnat de Tunisie de troisième division (9) : - Champion : 1962-63 (Sud-Ouest), 1966 (Sud-Ouest), 1967 (Sud-Ouest), 1970 (Sud-Ouest), 1973 (Sud-Ouest), 1981 (Sud-Ouest), 1991 (Sud), 1999 (Sud), 2009 (Sud) - Championnat de Tunisie de football de quatrième division (Sud) (1) : - Champion : 2008 |

## Personnalités

### Présidents
- Abdelwahab Bouallègue
- Soltan Laabidi (1959-1960)
- Abdelbaki Ladib (1973-1975)
- Mohamed Soudani (1975-1977)
- Mohamed Salah Chebak (1977-1978)
- Zoubeir Chorfi (1978-1980)
- Mahmoud Néji (1980-1984)
- Mohamed Moncef Gadi (1985-1987)
- El Hafsi Jeddi (1990-1992)
- Ahmed Chebbi (1992-1993)
- Ali Hafsi (1993-1994)
- Abdelmajid Ennouri (1994-1995)
- Ali Hafsi (1996-2001)
- Ladib Mamoun (2001-2002)
- Mohamed Naceur Ben Zaalene (2002-2004)
- Saïd Ben Mohamed Hfaiedh (2004-2007)
- Chafik Khalifa (2007-2008)
- Mouthanna Mahfoudhi (2008-2011)
- Ramzi Rehouma (2011)
- Mohamed Naceur Ben Zaalene (2011-2013)
- Kais Makhlouf (2013)
- Tarek Mamoun (2014)
- Mohamed Naceur Ben Zaalene (2014-2015)
- Abdelbasset Hedfi (2015- )

### Entraîneurs
- 1964-1966 : Jules Mathé
- 1966-1968 : Mohamed Tombari
- 1968-1969 : Ali Miloud
- 1969-1971 : Younes Najjar
- 1971-1975 : Mohamed Tombari
- 1975-1976 : Ahmed Msallem
- 1976-1979 : Habib Chouba
- 1979-1980 : Ahmed Msallem puis Mohamed Tombari
- 1980-1981 : Mohamed Tombari
- 1981-1982 : Ferid Laaroussi
- 1982-1983 : Peter Mucha
- 1983-1984 : Mrad Hamza
- 1984-1985 : Mohamed Abed
- 1985-1986 : Mohamed Abed puis Mounir Makhlouf
- 1986-1987 : Mounir Makhlouf
- 1987-1988 : Boris Golinov
- 1988-1989 : Mohamed Tombari
- 1989-1991 : Ahmed Lakhdar
- 1991-1992 : Habib Chouba
- 1992-1993 : Abdelkrim Cheikhrouhou
- 1993-1994 : Ahmed Alaya puis Wahid Hidoussi puis Lotfi Kadri
- 1994-1995 : Ahmed Ouannes puis Mohamed Tombari
- 1995-1996 : Mohamed Tombari puis Mounir Makhlouf
- 1996-1997 : Mounir Makhlouf puis Ahmed Lakhdar
- 1997-1998 : Nizar Khanfir (intérim de Midani Charfi et Nasreddine Tiri) puis Ahmed Alaya
- 1998-1999 : Naceur Guedri puis Mohamed Tombari
- 1999-2000 : Mounir Makhlouf puis Ferid Laaroussi
- 2000-2001 : Hédi Kouni puis Taïeb Khaldi puis Mohamed Tombari puis Adnan Berkan
- 2001-2002 : Mounir Makhlouf
- 2002-2003 : Mounir Makhlouf puis Taïeb Khaldi
- 2003-2004 : Lotfi Kadri puis Taïeb Khaldi
- 2004-2005 : Rafik Boukadi puis Hamouda Blah puis Jamel Zabi et Taïeb Chebbi
- 2005-2006 : Abdeljelil Ghali
- 2006-2007 : Mohamed Tombari et Mounir Makhlouf puis Nasreddine Tiri
- 2007-2008 : Karim Zouaghi
- 2008-2009 : Fethi Ben Ghanem
- 2009-2010 : Lotfi Kadri
- 2010-2011 : Hatem Missawi puis Mounir Makhlouf
- 2011-2012 : Mounir Makhlouf
- 2012-2013 : Ahmed Labiodh
- 2013-2014 : Lotfi Kadri puis Khaled Ben Sassi puis Sofiane Hidoussi
- 2014-2015 : Aymen Makhlouf puis Ahmed Labiodh puis Ezzedine Khemila
- 2015-2016 : Mounir Makhlouf puis Sami Radhouani
- 2017-202.. : Aymen Makhlouf puis Zied Jemouai

### Anciens joueurs
Au cours de son histoire, le club a enfanté plusieurs grands joueurs à l'instar de Mohamed Tombari, un joueur, entraîneur et spécialiste des accessions (cinq à son actif), Abbes Abbes et Midani Charfi, qui ont connu une belle carrière au Club sportif sfaxien, Abdeljelil Ghali, qui a joué à l'Étoile sportive du Sahel, Hédi Lahouel,  Néji Bacha ou Jamel Zabi qui a évolué au Club athlétique bizertin et en équipe nationale. 

### Meilleurs buteurs enLigue II
- 1967-1968 : Mohamed Tombari (10 buts)
- 1968-1969 : Mohamed Tombari (3 buts)
- 1970-1971 : Abdelhamid Reguig et Hédi Lahouel (7 buts)
- 1973-1974 : Hédi Lahouel (13 buts)
- 1974-1975 : Younes Haddan (4 buts)
- 1975-1976 : Hédi Lahouel (7 buts)
- 1976-1977 : Abbes Abbes (6 buts)
- 1977-1978 : Abbes Abbes (11 buts)
- 1978-1979 : Midani Chorfi (7 buts)
- 1979-1980 : Kaïs Makhlouf (4 buts)
- 1981-1982 : Raouf Abbes (14 buts)[5]
- 1982-1983 : Raouf Abbes (11 buts)
- 1983-1984 : Raouf Abbes, Hichem Makhlouf et Saïd Ben Brahim (4 buts)
- 1984-1985 : Raouf Abbes (5 buts)
- 1991-1992 : Houcine Mabrouk (8 buts)
- 1992-1993 : Salah Tahar et Zouhair Ennouri (6 buts)
- 1993-1994 : Salah Tahar (7 buts)
- 2009-2010 : Marouène Rabah (8 buts)
- 2010-2011 : Marouène Rabah, Montassar Hafidhi et Boubacar Mbengué (7 buts)
- 2011-2012 : Marouène Ben Amor (6 buts)
- 2012-2013 : Ahmed Najjar (8 buts)